# Marco Torrès
Marco Torrès (Sidi Bel Abbes, Argelia, 22 de enero de 1888-Marsella, Francia, 15 de enero de 1963) fue un gimnasta artístico francés, subcampeón olímpico en 1920 en la general individual.

## Carrera deportiva
En las Olimpiadas celebradas en Amberes (Bélgica) en 1920 consigue el bronce en el concurso por equipos "sistema europeo", tras los italianos (oro) y los belgas (plata), y siendo sus compañeros de equipo los gimnastas: Georges Berger, Émile Bouchès, René Boulanger, Alfred Buyenne, Léon Delsarte, Lucien Démanet, Paul Durin, Georges Duvant, Fernand Fauconnier, Arthur Hermann, Albert Hersoy, André Higelin, Auguste Hoël, Louis Kempe, Georges Lagouge, Paulin Lemaire, Ernest Lespinasse, Émile Martel, Jules Pirard, Eugène Pollet, Georges Thurnherr, Eugène Cordonnier, François Walker, Julien Wartelle y Paul Wartelle. 
Y en las mismas Olimpiadas, también ganó la plata en la competición general individual, quedando situado en el podio tras el italiano Giorgio Zampori y por delante de su compatriota el francés Jean Gounot.